# Смолове
Смоло́ве —  село в Україні,  у Дмитрівській селищній громаді Ніжинського району Чернігівської області. Населення постійного немає після початку повномасштабного вторгнення Російської Федерації в Україну.
Село постраждало внаслідок геноциду українського народу, проведеного урядом СРСР 1932-1933 та 1946-1947.

## Географія
Село знаходиться за 25 км на південь від міста Бахмач. Середня висота населеного пункту — 139 м над рівнем моря.

## Історія
Село засноване на території Прилуцького полку Гетьманщини 1740. 
Храмове свято - день св.Іоанна Богослова (як у Мартинівці). 

## Населення

### Мова
Розподіл населення за рідною мовою за даними перепису 2001 року:
| Мова       | Кількість | Відсоток |
| ---------- | --------- | -------- |
| українська | 57        | 100%     |

## Сучасний стан
На 2011 рік у селі проживало до 40 людей. Більшість живе з продажу молока фермерському господарству у Мартинівці. Діти ходять до школи у с. Рубанка, бо школа у Мартинівці 2009 року згоріла. 
Після початку повномасштабного вторгнення РФ в Україні 24 лютого 2022 рік у селі зафіксовані стрілецькі бої українських сил самооборони та російських військ. З 2022 у селі ніхто більше не проживає. 

## Уродженці
- Микола Звєрєв, голова Чернігівської обласної ради (з 2014).